# العلوم والتقنيات في فترة سلالة هان

مصباح زيتي برونزي مذهب على صورة خادمة أنثوية، يرجع إلى القرن الثاني ق.م.

شهدت فترة سلالة هان (206 قبل الميلاد – 220 ميلادية) في الصين القديمة، التي شملت عصر سلالة هان الغربية (من العام 206 قبل الميلاد – 9 ميلادية، عندما كانت العاصمة في تشانغآن)، وسلالة شين من وانغ مانغ (الذي حكَم بين الأعوام 9 – 23 ميلادية)، وسلالة هان الشرقية (25 – 220 ميلادية، عندما كانت العاصمة في لويانغ، وفي تزو تشانغ بعد العام 196 ميلادية)، شهدت بعض أهم التطورات في العلوم والتقنيات الصينية قبل العصور الحديثة.
حصلت ابتكارات هامّة في علم الفلزات. بالإضافة إلى الاختراعات الصينية خلال حقبة سلالة زو الحاكمة (1050 – 256 قبل الميلاد)، مثل الفرن اللافح لصنع حديد الغفل، وفرن الدست لصنع حديد الزهر، شهدت فترة سلالة هان الحاكمة تطور الصلب والحديد المطاوع باستخدام كُور الزخرفة وفرن التسويط. عبر حفر آبار السبر في الأرض، استخدم الصينيون أدوات الحفر لاستخراج محلول الأجاج إلى السطح لِيُصار إلى غليه وتحويله إلى ملح الطعام؛ كما أسسوا أنظمة خطوط الأنابيب مصنوعةً من الخيزران لتزويد الغاز الطبيعي وقودًا للأفران. وحُسّنت أساليب الصهر بفضل اختراعات مثل الكير الذي يعمل بالنواعير؛ وأسهم الانتشار الواسع للأدوات الحديدية في تسهيل نمو الزراعة. ولحراثة التربة وزرع صفوف مستقيمة من المحاصيل، اختُرع خلال حقبة حُكم سلالة هان كلٌّ من المحراث الثقيل المطوّر ذي الشفرات الحديدية الثلاث، وآلة زرع البذور الحديدية متعددة الأنابيب المتينة، وهو ما رفع حاصل الإنتاج بصورة كبيرة وبالتالي الزيادة السكانية المستدامة. كما أُدخلت تحسينات على كيفية إمداد قنوات الري بالمياه إثر اختراع مضخة السلسلة الآلية التي تعمل عبر دوران عجلة مائية أو حيوانات الجر، والتي تمكنت من نضح مياه الري إلى الأماكن المرتفعة. واستُخدمت العجلة المائية كذلك لتشغيل المطارق السقّاطة في دقّ الحبوب وفي تدوير الحلقات المعدنية للإسطرلاب الكروي ذي الدفع الآلي والذي يمثل القبة السماوية المحيطة بالأرض.
طرأ تحسينٌ على نوعية الحياة بفضل العديد من اختراعات حقبة سلالة هان الحاكمة. وفي تلك الفترة كان الصينيون يستخدمون لفائف الخيزران والقنب للكتابة، إنما بحلول القرن الثاني الميلادي اخترعوا عملية صناعة الورق التي أنتجت وسيلة كتابةٍ رخيصة وسهلة الإنتاج. كما ساعد اختراع عربة اليد في نقل الحمولات الثقيلة. ومكّنت سفينة الجنك البحرية والدفة المثبتة في مؤخرة السفينة الصينيين من الخروج من المياه الهادئة للبحيرات والأنهار الداخلية إلى البحار المفتوحة. وساهم اختراع نظام الإحداثيات للخرائط وخريطة التضاريس المرتفعة في تحسين تنقّل الصينيين في أراضيهم. في الطب، استخدموا علم الأعشاب الصيني الجديدة لعلاج الأمراض، والجمبازيات للمحافظة على اللياقة البدنية، والحميات الغذائية المنظمة لتفادي الإصابة بالأمراض. وتلقت السلطات في العاصمة تحذيرات مبكرة بخصوص اتجاه الزلازل المفاجئة من خلال اختراع مقياس الزلازل الذي يشغّله جهاز رقاص حساس للاهتزازات. ولتحديد مرور الفصول والمناسبات الخاصة، استخدم الصينيون الهان صنفين من التقويم الصيني الشمسي-القمري، واللذين جاءا ثمرةً للجهود في علم الفلك والرياضيات. تضم أوجه التقدّم الصينية في عصر سلالة هان في الرياضيات اكتشاف الجذر التربيعي، والجذر التكعيبي، ومبرهنة فيثاغورس، والحذف الغاوسي، وطريقة هورنر، وحسابات متقدمة لباي (ط)، والعدد السالب. وأُنشئت مئات الطرق والقنوات الجديدة لتسهيل النقل، والتجارة، وجباية الضرائب، والتواصل، وتحرك القوات العسكرية. كما استخدم الصينيون في حقبة هان مختلف أنواع الجسور لعبور الممرات المائية والوديان العميقة، مثل الجسور ذي الكمرات، والجسور القوسية، والجسور المعلقة البسيطة، والجسور العائمة. وما تزال قائمة لليوم آثار حقبة سلالة هان من جدران المدن الصينية الدفاعية المصنوعة من الطابوق أو التربة المدكوكة.

## وجهات النظر المعاصرة
يؤكّد كلّ من جين غوانتاو، الأستاذ في معهد الدراسات الصينية في الجامعة الصينية في هونغ كونغ، وفان هونغيي، الزميل الباحث في معهد السياسة والعلوم الإدارية التابع للأكاديمية الصينية للعلوم، وليو تشينغ فن، الأستاذ في معهد الثقافة الصينية الجامعة الصينية في هونغ كونغ بأن الفترة الأخيرة من عهد سلالة هان كانت فترة فريدة في تاريخ العلوم والتقنيات الصينية قبل العصر الحديث. ويشبّهونها بالوتيرة المذهلة للنمو العلمي والتقني خلال عهد سلالة سونغ الحاكمة (960 – 1279). ومع هذا، فإنهم يرون أنه بدون تأثير المبادئ العلمية الأولية للفلسفة الموهية القديمة، ظلّ العلم الصيني مفتقرًا إلى بنية محددة:
من منتصف وأواخر حقبة سلالة هان الشرقية حتى أوائل عهد سلالات وي وجين، شهد النمو الصافي للعلوم والتقنيات الصينية القديمة ذروته (ولم يسبقه في ذلك سوى فترة سلالة سونغ الشمالية)... وأخذت تتراجع دراسات فترة سلالة هان للمصادر الكونفوشيوسية التقليدية، والتي بسببها تأخّر القبول الاجتماعي للعلم لفترة طويلة. لو أن الموهية، الثرية بالتفكير العلمي، كانت قد ازدهرت وتوطدت بسرعة، لكان الوضع ملائمًا جدًا لتطوير بنية علمية. بيد أن ذلك لم يحصل لأن بذور البنية الأولية للعلم لم تتشكل قط. خلال أواخر عهد سلالة هان الشرقية، حدثت اضطرابات كارثية مرة أخرى في عملية التحول الاجتماعي، مما أدى إلى أكبر فوضى اجتماعية في تاريخ الصين. وللمرء أن يتخيل تأثير هكذا كارثة على العلم.
ذكر جوزيف نيدام (1900 – 1995)، الأستاذ السابق في جامعة كامبريدج ومؤلف السلسلة الرائدة العلوم والحضارة في الصين، أن «حقبة سلالة هان (خاصة فترة هان الأخيرة) كان أحد الفترات المهمة نسبيًا فيما يتعلق تاريخ العلوم في الصين». وأشار نيدام إلى التطورات التي حدثت خلال فترة هان في علم الفلك ونظام التقويم، و«بدايات علم النبات وعلم الحيوان المنهجي»، بالإضافة إلى الشكوكية الفلسفية، والعقلانية المتجسد في كتابات فترة هان مثل لونهينغ للفيلسوف وانغ تشونغ (27– 100 ميلادية).

## مواد الكتابة
من وسائل الكتابة الأكثر شيوعًا في الحفريات الأثرية للمواقع القديمة التي سبقت فترة سلالة هان تُذكر الأصداف والعظام بالإضافة إلى الأدوات البرونزية. في بداية فترة سلالة هان، كانت أهم وسائل الكتابة هي الخيزران والألواح الطينية، وقماش الحرير، وقطع الخشب اللين، ولفائف من شرائح الخيزران المنسوج بخيوط القنب عبر ثقوب محفورة ومثبتة بأختام من الطين. كُتبت المقاطع الصينية على شرائح الخيزران هذه المسطحة الضيقة في أعمدة رأسية.
عُثر على خرائط مرسومة بالحبر على أقمشة حريرية مسطّحة في مدفن المركيز داي (الذي دُفن في العام 168 قبل الميلاد في مواندجوي، بمقاطعة هونان). وعُثر على أقدم خريطة ورقية معروفة في الصين، والتي يعود تاريخها إلى 179 – 141 قبل الميلاد وتقع في فانغماتان (بالقرب من تيانشوي، في مقاطعة قانسو)، والتي تُعدّ أقدم قطعة ورق معروفة. ومع ذلك، اتّسم ورق القنب الصيني في عهد سلالة هان الغربية وأوائل عهد سلالة هان الشرقية بجودته الخشنة واستُخدم بشكل رئيسي كورق تغليف. ولم تبدأ عملية صناعة الورق رسميًا حتى افتتح خصي البلاط في عهد سلالة هان الشرقية تساي لون (50– 121 ميلادية) العملية في العام 105، عبر غلي لحاء شجرة التوت، والقنب، والملاءات القديمة وشبكات الأسماك جميعًا لصنع عجينة الورق التي تُدق، وتُحرّك في الماء، ثم تُغمر بغربال خشبي فيه بساط من الخيزران، ثمّ تُخلَط، وتجفّف، وتُبيّض لتصبح صحائف ورقية.